# Cuentos bárbaros
Cuentos bárbaros es un cuadro del pintor francés Paul Gauguin. Está realizado en óleo sobre lienzo. Mide 131,5 cm de alto y 90,5 cm de ancho. Fue pintado en 1902. Se encuentra en el Museo Folkwang, Essen, Alemania.
Este cuadro fue realizado por Gauguin durante su segunda estancia en la Polinesia, a finales de su vida, cuando se encuentra instalado en Atuona, en la isla Marquesa de Hiva’Oa.
Representa a dos mujeres indígenas sentadas y con el cabello adornado por flores. Detrás de ellas, un hombre pelirrojo vestido con un traje malva, cuyos rasgos recuerdan a los del pintor simbolista Meijer de Haan. Les rodea una naturaleza con una bruma gris, flores y árboles.
Está pintado con la técnica conocida como «cloisonismo»: encierra con trazos negros o azul de Prusia los colores planos.